# WORLDILLIA
『WORLDILLIA』（ワールディリア）は、ポルノグラフィティの4作目のオリジナルアルバム。2003年2月26日にSME Recordsよりリリースされた。

## 概要
前作『雲をも摑む民』から11か月ぶりのリリース。2002年のヒットシングル「Mugen」や本作のリードシングル「渦」など、全14曲が収録されている。
2004年7月にTamaが脱退したため、本作がTama在籍時最後のオリジナルアルバムとなった。
アルバムタイトルは「ワールド」と「アルカディア」「シャングリラ」のような響きを合わせた造語で、「世界が小さな一つの楽園」という意味がある。
ジャケット写真は銀色の龍を背景にアルバムタイトルが虹色の絵の具で描かれ、龍は裏表紙と繋がっている。歌詞カードはそれまでの左右見開きページとは違い、初めての上下ページとなる。
当初は「LIVE ON LIVE」も本作に収録される予定で、レコーディングも既に終了していた。しかし、タイトルにLIVEというワードが入っていることから「本作よりもライヴDVDに収録した方がフィットするのではないか」という意見が持ち上がったため、本作への収録が見送られ、本作の1ヶ月後にリリースされたライヴDVD『"BITTER SWEET MUSIC BIZ" LIVE IN BUDOKAN 2002』に収録された。
SRCLの販売記号が使用された最後のポルノグラフィティの作品である。
多忙につき本作を引っ提げたライヴツアーが事実上開催されていないため、本作オリジナル曲のライヴでの披露は他のアルバムオリジナル曲に比べ極端に少ない。

## 収録曲
| 全編曲: ak.homma, ポルノグラフィティ。 |                                      |           |           |       |
| #                                      | タイトル                             | 作詞      | 作曲      | 時間  |
| 1.                                     | 「CLUB UNDERWORLD」                  | 新藤晴一  | Tama      | 3:41  |
| 2.                                     | 「惑星キミ」                         | 岡野昭仁  | 岡野昭仁  | 4:57  |
| 3.                                     | 「元素L」                            | 新藤晴一  | ak.homma  | 4:49  |
| 4.                                     | 「Mugen」                            | 新藤晴一  | ak.homma  | 4:14  |
| 5.                                     | 「デッサン #3」                      | 新藤晴一  | 新藤晴一  | 4:30  |
| 6.                                     | 「ヴィンテージ」                     | 岡野昭仁  | 岡野昭仁  | 4:41  |
| 7.                                     | 「ワールド☆サタデーグラフティ(★★★)」 | 新藤晴一  | ak.homma  | 4:10  |
| 8.                                     | 「素晴らしき人生かな？」             | 岡野昭仁  | Tama      | 4:46  |
| 9.                                     | 「朱いオレンジ」                     | 岡野昭仁  | 岡野昭仁  | 4:55  |
| 10.                                    | 「Go Steady Go!」                    | 新藤晴一  | Tama      | 4:26  |
| 11.                                    | 「カルマの坂」                       | 新藤晴一  | ak.homma  | 5:14  |
| 12.                                    | 「didgedilli」                       |           | 新藤晴一  | 3:04  |
| 13.                                    | 「渦 (Helix Track)」                 | 新藤晴一  | Tama      | 4:50  |
| 14.                                    | 「くちびるにうた」                   | 新藤晴一  | 新藤晴一  | 4:05  |
| 合計時間:                              | 合計時間:                            | 合計時間: | 合計時間: | 62:23 |

## 楽曲解説
1. 「CLUB UNDERWORLD」
  - 後にファンクラブライヴ『FANCLUB UNDERWORLD』のタイトルを冠した楽曲。
  - 『6thライヴサーキット "74ers"』でライヴ初披露。その際、間奏ではただすけ→Tama→NAOTO→小畑"PUMP"隆彦→nang-chang→新藤の順でソロが応酬された。
2. 「惑星キミ」
  - 歌詞中にも登場する「LOVE SICK STAR」がタイトル候補であった。
  - 2003年7月に出演した『SOUND MARINA 2003 in SAKA〜Feel the Voice 2〜』でライヴ初披露。
3. 「元素L」
  - タイトルの読み方は「エレメント エル[1]」[注釈 5]。
  - 『つま恋ロマンスポルノ'11 〜ポルノ丸〜』では岡野・新藤の2人によるアコースティック調のアレンジで披露され、それを元にしたスタジオセッションが34thシングル『ゆきのいろ』に「元素L 〜つま恋Ver.〜 Studio Session」として収録された。
4. 「Mugen」
  - 9thシングル。
5. 「デッサン #3」
  - 女性の視点で描かれた楽曲だが、誰の体験談なのかをメンバーがはっきり語ったことはない。
  - 『ロマンチスト・エゴイスト』『foo?』から続いた「デッサン」シリーズは本楽曲を最後に制作されていない。
  - ライヴ未披露の楽曲の一つ。
6. 「ヴィンテージ」
  - 2001年8月にニューヨークでレコーディングされていた楽曲。「本作にも収録せず、さらに"ヴィンテージ度"を上げる」という案もあったという。
  - 本作リリース直後に出演した『ミュージックステーション』や『ポップジャム』で披露され、後にベストアルバム『PORNO GRAFFITTI BEST RED'S』にも収録された。
  - 本作オリジナル曲ではライヴでの披露が比較的多い楽曲で、近年では『16thライヴサーキット "UNFADED"』で披露された。
7. 「ワールド☆サタデーグラフティ（★★★）」
  - 10thシングルカップリング曲。
  - アウトロにアレンジが施されたアルバムバージョンでの収録。
  - タイトルの後ろの（★★★）の読み方は、新藤曰く「マチャアキ風に"星みっっっつ！"」。これは「元々タイトルが長いのに『〜Version』などを付けるとさらに長くなってしまう」という理由から新藤が考案した。
8. 「素晴らしき人生かな?」
  - Tama曰く「渦」の子分の楽曲。岡野とTamaの組み合わせで制作された数少ない楽曲である[注釈 6]。
  - 本楽曲ではTamaがトランペットを演奏している[注釈 7]。
  - ライヴ未披露の楽曲の一つ。
9. 「朱いオレンジ」
  - ライヴでは『POCARI SWEAT×PORNO GRAFFITTI LIVE "RE・BODY"』（2006年）でのみ披露されている。
10. 「Go Steady Go!」
  - 9thシングルカップリング曲。
11. 「カルマの坂」
  - 「ある時代 ある場所」を舞台に描かれた物語調の楽曲。
  - ベストアルバム『PORNO GRAFFITTI BEST BLUE'S』にも収録された。
  - 単独ライヴでは『6thライヴサーキット "74ers"』『横浜・淡路ロマンスポルノ'08 〜10イヤーズ ギフト〜』でのみ披露されている[注釈 8]。
12. 「didgedilli」
  - ポルノグラフィティ初のインスト曲。『5thライヴサーキット "BITTER SWEET MUSIC BIZ"』では「Guitar Inst」として披露していた。
  - タイトルの読み方は「ディジュディリ」。由来は新藤が口ずさんだ本楽曲のイントロから。
13. 「渦（Helix Track）」
  - 10thシングル。
  - アルバムバージョンでの収録[注釈 9]。
14. 「くちびるにうた」
  - ラジオ『ポルノグラフィティのallnightnippon SUPER!』最終回（2003年3月）で歌われた楽曲。
  - ライヴ未披露の楽曲の一つ。

## Additional Musicians
- Synthesist: 飯田高広
- Percussion: 三沢またろう
- Strings: NAOTO Strings（#9）
- Electric Violin: NAOTO（#12）
- Brass Section: THE THRILL（#4）
- Clarinet: 谷口英治（#8）
- Drums: 村石雅行（#4,#5,#11,#13）, 小畑"PUMP"隆彦（#12）
- All Other Instruments: 本間昭光

## 収録作品
| タイトル                    | 収録作品 |
| --------------------------- | --- |
| CLUB UNDERWORLD             | - ライヴ映像 - ライヴ映像作品『"74ers" LIVE IN OSAKA-JO HALL 2003』 |
| 惑星キミ                    | - ライヴ映像 - ライヴ映像作品『"74ers" LIVE IN OSAKA-JO HALL 2003』 |
| 元素L                       | - ライヴ映像 - ライヴ映像作品『つま恋ロマンスポルノ'11 〜ポルノ丸〜』 - ライヴ映像作品『17thライヴサーキット "続・ポルノグラフィティ" Live at TOKYO GARDEN THEATER 2021』 |
| Mugen                       | →「 Mugen (曲)#収録作品 」を参照 |
| デッサン#3                  | - 作品未収録 |
| ヴィンテージ                | - アルバム - ベストアルバム『PORNO GRAFFITTI BEST RED'S』 - ライヴ映像 - ライヴ映像作品『"74ers" LIVE IN OSAKA-JO HALL 2003』 - ライヴ映像作品『つま恋ロマンスポルノ'11 〜ポルノ丸〜』 - ライヴ映像作品『16thライヴサーキット "UNFADED" Live in YOKOHAMA ARENA 2019』 - ライヴ映像作品『ポルノグラフィティ20th Anniversary Special Live Box』 |
| ワールド☆サタデーグラフティ | →「 渦 (ポルノグラフィティの曲)#収録作品 」を参照 |
| 素晴らしき人生かな？        | - 作品未収録 |
| 朱いオレンジ                | - 作品未収録 |
| Go Steady Go!               | →「 Mugen (曲)#収録作品 」を参照 |
| カルマの坂                  | - アルバム - ベストアルバム『PORNO GRAFFITTI BEST BLUE'S』 - ライヴ映像 - ライヴ映像作品『"74ers" LIVE IN OSAKA-JO HALL 2003』 - ライヴ映像作品『横浜・淡路ロマンスポルノ'08 〜10イヤーズ ギフト〜 LIVE IN AWAJISHIMA』 |
| didgedilli                  | - ライヴ映像 - ライヴ映像作品『"BITTER SWEET MUSIC BIZ" LIVE IN BUDOKAN 2002』 - ライヴ映像作品『"ロイヤル ストレート フラッシュ" LIVE IN YOYOGI DAIICHI TAIIKUKAN 2009』 - ライヴ映像作品『16thライヴサーキット "UNFADED" Live in YOKOHAMA ARENA 2019』 - ライヴ映像作品『ポルノグラフィティ20th Anniversary Special Live Box』              |
| 渦                          | →「 渦 (ポルノグラフィティの曲)#収録作品 」を参照 |
| くちびるにうた              | - 作品未収録 |